# بی‌آبرو
بی‌آبرو یا رسوا (به انگلیسی: Dishonored) یک بازی ویدئویی اکشن-ماجرایی و مخفی‌کاری است که در سال ۲۰۱۲ توسط استدیوی آرکین توسعه یافته‌است و توسط بتزدا منتشر شده‌است. این بازی در اکتبر ۲۰۱۲ در سراسر جهان برای مایکروسافت ویندوز، پلی‌استیشن ۳ و اکس‌باکس ۳۶۰ منتشر شده‌است. نسخهٔ کنسول‌های پلی‌استیشن ۴ و اکس‌باکس وان این بازی نیز در اوت ۲۰۱۵ در دسترس قرار گرفت. دنباله‌ای بر این بازی با عنوان بی‌آبرو ۲ در ژوئن ۲۰۱۵ رونمایی شد، و در سال ۲۰۱۶ عرضه شده است.

## روند بازی
این بازی با دید اول شخص دنبال می‌شود و به بازیکنان اجازه می‌دهد تا یکسری از ماموریت‌های ترور را با راه‌های مختلف انجام دهند. با انتخاب بازیکن مأموریت می‌تواند از طریق خفا، مبارزه یا ترکیبی از هردو به پایان برسد. مرور هر مرحله بازشده مسیرهای جدید و جایگزین برای رسیدن به اهداف مرحله شامل می‌شود و ممکن است برای تکمیل مراحل تمام اهداف corvo را به شیوه‌ای غیرکشنده از بین ببرید. داستان و مراحل در پاسخ به فعالیت‌های خشونت‌آمیز بازیکن تغییر می‌کنند. تجهیزات جادویی و توانایی‌ها به گونه‌ای طراحی شده‌اند تا برای ایجاد جلوه‌های جدید و متنوع باهم ترکیب شوند.

## داستان
داستان در یک شهر صنعتی به نام دان وال (Dunwall) اتفاق می‌افتد و زندگی محافظ مخصوص و حرفه‌ای ملکهٔ شهر یعنی Corvo Attano را به تصویر می‌کشد. کوروو برای مدت‌ها محافظ قابل اعتماد ملکه بوده‌است، اما همه چیز به همین شکل باقی نماند، ملکه به قتل می‌رسد و قتل او به گردن کوروو می‌افتد، و او را به اتهام قتل ملکه به زندان می‌اندازند.بعد ها او می تواند با کمک وفاداران ملکه از زندان فرار کند و به مکان امنی انتقال پیدا کند که در آنجا می تواند تجهیزات جدید تهیه و یا آنها را ارتقا دهد. کوروو در خواب با فردی به نام The outsider آشنا می‌شود، او که شخصیت مرموزی دارد از قدرت‌های ماوراءطبیعی بهره می‌برد و به نوعی خدای بازی به شمار میرود که می تواند همه اعمال بازی را ببیند و قضاوت کند .Outsider موجود یا خدایی است که حدود 4000 سال عمر دارد و می تواند به افراد مختلفی قدرت های ماورایی ببخشد. او به کوروو قدرت هایی مانند تلپورت ، نگه داشتن زمان ، دیدن از پشت دیوار ، تسخیر کردن و باد افزاری و... می دهد که بازیکن می تواند با ترکیب این توانایی ها آشوب زیادی ایجاد کند.بازیکن باید در هر مرحله به کنار زدن یکی از چرخ دنده های حکومت خائن به ملکه بپردازد و سعی در برگرداندن حکومت قبلی داشته باشد. محیط بازی در شهری طاعون زده و با اختلاف طبقاتی شدید است که برای بازیکنان بسیار سرگرم کننده و با بازخورد های خوبی همراه بوده است. چندین بازیگر از جمله سوزان ساراندون، براد دوریف، کری فیشر، مایکل مدسن، لینا هیدی و کلویی مورتز کار صداپیشگی را برای بازی انجام داده‌اند.